# 南山镇 (徐闻县)
南山镇，是中华人民共和国广东省湛江市徐闻县下辖的一个建制镇。

## 行政区划
南山镇下辖以下地区：
下埚村、那屯村、乙神村、槟榔村、龙埚村、博爱村、北潭村、长乐村、海港村、五里村、三塘村、竹山村、关三村、四塘村、南山村、二桥村、芒海村和下井村。